# Das Wunder von Kärnten
Pour les articles homonymes, voir Wunder.
Pour plus de détails, voir Fiche technique et Distribution.
Das Wunder von Kärnten (littéralement en français, Le Miracle de Carinthie) est un téléfilm germano-autrichien réalisé par Andreas Prochaska en 2011. Le film est tiré d'une histoire vraie, celle d'une jeune autrichienne de quatre ans tombée dans le lac derrière la maison de ses parents en 1998. Alors que plus personne ne croit en ses chances de survie, Markus Thalmann (de), jeune chirurgien cardiaque, décide contre toute attente de se battre pour la vie de l'enfant. Ce sauvetage est entré dans les annales de l'histoire médicale, souvent mentionné dans le monde germanophone sous le nom de Wunder von Kärnten .
Le scénario a été écrit par Christoph Silber et Thorsten Wettcke. Le téléfilm a été diffusé en avant-première au festival du film de Hambourg le 5 octobre 2011, et a rassemblé plus d'un million de téléspectateurs autrichiens lors de sa première diffusion sur la chaîne ORF 2 le 18 janvier 2012. En Allemagne, près de 5,8 millions de personnes ont suivi sa première diffusion sur la chaîne ZDF le 5 mars 2012.
Le 25 novembre 2013, le film a remporté le prix du meilleur téléfilm aux International Emmy Awards sous son titre anglais (A Day for a Miracle).

## Synopsis
Markus Höchstmann (Ken Duken), jeune cardiologue viennois et coureur d'ultrafond, débute en 1998 son premier emploi au centre hospitalier de Klagenfurt et se trouve dans une situation délicate : comme sa famille est restée à Vienne, il doit faire des allers-retours tous les week-ends, mais ses collègues plus âgés ne l'apprécient guère et prennent ces retours fréquents dans la capitale pour un signe d'arrogance. Le week-end où son fils fête ses cinq ans, il doit remplacer le médecin-chef et opérer un député local.
C'est alors qu'il doit faire face à une urgence : un hélicoptère de sauvetage arrive à la clinique avec une jeune fille de quatre ans qui semble sans vie et dont la température corporelle est de 18,4 °C. Ses chances de survie sont considérées comme nulles car son corps est resté plus de 30 minutes sous l'eau, et jamais personne n'a survécu à la suite de ce genre d'accident. Alors qu'il n'a jamais opéré d'enfant et que l'hôpital n'est manifestement pas équipé pour ce type d'intervention, Markus Höchstmann décide contre l'avis de ses collègues plus expérimentés de se battre pour sauver la vie de sa patiente. Après quinze heures d'opération, son équipe parvient finalement à maintenir en vie la jeune Katharina.

## Fiche technique
- Titre international : A Day for a Miracle
- Réalisateur : Andreas Prochaska
- Scénario : Christoph Silber et Thorsten Wettcke
- Directeur de la photographie : Thomas Kienast
- Montage : Daniel Prochaska
- Musique : Matthias Weber
- Production : Rowboat Film- und Fernsehproduktion et Graf Film
- Producteurs : Sam Davis et Klaus Graf
- Pays d'origine :  Allemagne et  Autriche
- Genre : drame
- Durée : 89 minutes
- Dates de première diffusion : 
  - Allemagne : 5 mars 2012 sur ZDF
  - Autriche : 18 janvier 2012 sur ORF 2

## Distribution
- Ken Duken : Markus Höchstmann
- Julia Koschitz : Lydia Martischek
- Juergen Maurer : Thomas Wenninger
- Sara Wogatai : Katharina
- Gerti Drassl : Karin Breitner
- Gerhard Liebmann : Georg Breitner
- Bernhard Schir : Plögauer
- Erwin Steinhauer : Professeur Lohmeyer
- Hilde Dalik : Judith Höchstmann
- Leon Baumgartner : Max Höchstmann

## Distinctions

### Récompenses
- International Emmy Awards 2013 : meilleure mini-série ou téléfilm[3]
- Prix Romy 2012 :
  - Meilleure production pour Sam Davis et Klaus Graf
  - Meilleur scénario Christoph Silber et Thorsten Wettcke

- Prix bavarois de la télévision 2012 : meilleur réalisateur pour Andreas Prochaska[1].
- Bundesverband der Film - und Fernsehschauspieler 2013 : meilleure actrice dans un second rôle pour Gerti Drassl
- Günter-Rohrbach-Filmpreis 2012 : Prix spécial du maire de Neunkirchen pour Gerti Drassl et Gerhard Liebmann

### Nominations
- Prix Adolf-Grimme 2013 : meilleure fiction
- Prix Europa 2012

## Source de la traduction
- (de) Cet article est partiellement ou en totalité issu de l’article de Wikipédia en allemand intitulé « Das Wunder von Kärnten » (voir la liste des auteurs).